# Preghiera per un amico beat/Tu non ridi più
Preghiera per un amico beat / Tu non ridi più è il primo singolo su 7" de I Bit-Nik pubblicato nel 1967 dalla Meazzi Edizioni Discografiche. Il lato B del singolo è la riproposizione in lingua italiana del brano Look Through Any Window di The Hollies.

## Tracce
Lato A
1. Preghiera per un amico beat (Renato Sabatino)

Lato B
1. Tu non ridi più (Alberto Testa, Charles Silverman, Graham Gouldman)